# The Avengers (banda sonora)
The Avengers: Original Motion Picture Soundtrack es la banda sonora de la película de Marvel Studios, The Avengers, compuesta y dirigida por Alan Silvestri, que fue lanzado el 1 de mayo de 2012 bajo el sello Hollywood Records.
Una banda sonora y un álbum conceptual (Avengers Assemble (Music from and Inspired by the Motion Picture)) por varios artistas fueron lanzados por separado el mismo día.

## Avengers Assemble (Music from and Inspired by the Motion Picture)
En marzo de 2012, la banda de rock alternativo estadounidense Soundgarden anunció a través de su página oficial de Facebook que han escrito una canción para ser incluida en la banda sonora de la película, titulada "Live to Rise". Además, la banda de rock indio Agnee dio a conocer un vídeo musical de su sencillo "Hello Andheron", que servirá como tema de la liberación Indio de la película. Al día siguiente, Marvel lanzó la lista de canciones completa del álbum, que fue lanzado por Hollywood Records el 1 de mayo de 2012. La cubierta de la canción de AC/DC "Shoot to Thrill", realizado por Teoría de un hombre muerto, originalmente iba a ser incluida en el álbum, pero fue retirada por razones desconocidas.

### Lista de canciones
| N.º   | Título                                      | Escritor(es)                                                          | Artista                 | Duración |  |
| 1.    | «Live to Rise»                              | Chris Cornell                                                         | Soundgarden             | 4:46     |  |
| 2.    | «I'm Alive»                                 | Brent Smith, Eric Bass, Dave Bassett                                  | Shinedown               | 3:39     |  |
| 3.    | «Dirt and Roses»                            | Tim McIlrath                                                          | Rise Against            | 3:14     |  |
| 4.    | «Even If I Could»                           | Papa Roach, James Michael                                             | Papa Roach              | 3:16     |  |
| 5.    | «Unbroken»                                  | Andy Biersack, Jake Pitts, Jeremy Ferguson, Blair Daly, Sean Beavan   | Black Veil Brides       | 3:27     |  |
| 6.    | «Breath»                                    | Scott Weiland, Doug Grean                                             | Scott Weiland           | 3:17     |  |
| 7.    | «Comeback»                                  | Mark Kasprzyk, Wally Gagel, Xandy Barry                               | Redlight King           | 3:39     |  |
| 8.    | «Into the Blue»                             | Gavin Rossdale                                                        | Bush                    | 4:15     |  |
| 9.    | «A New Way to Bleed» (Photek Remix)         | Amy Lee, Terry Balsamo                                                | Evanescence             | 4:00     |  |
| 10.   | «Count Me Out»                              | Franky Perez, Dave Kushner, Dave Warren, Scott Shriner, Joey Castillo | PusherJones             | 4:37     |  |
| 11.   | «Wherever I Go»                             | Josh Todd, Keith Nelson, Steve Dacanay                                | Buckcherry              | 4:13     |  |
| 12.   | «From Out of Nowhere» (Faith No More cover) | Billy Gould, Roddy Bottum                                             | Five Finger Death Punch | 3:23     |  |
| 13.   | «Shake the Ground»                          | Cherri Bomb, Adam Watts, Gannin Arnold, Andy Dodd                     | Cherri Bomb             | 2:40     |  |
| 46:20 |                                             |                                                                       |                         |          |  |

| Edición internacional (Bonus track) |                   |          |          |  |
| N.º                                 | Título            | Artista  | Duración |  |
| 14.                                 | «Pistols at Dawn» | Kasabian | 5:18     |  |

## Posicionamiento en listas
| Año  | Lista                             | Mejor posición |
| ---- | --------------------------------- | -------------- |
| 2012 | Canadian Albums Chart             | 14             |
| 2012 | US Billboard 200                  | 11             |
| 2012 | US Billboard Top Hard Rock Albums | 1              |
| 2012 | US Billboard Soundtrack Albums    | 2              |